# Lelystad
Lelystad este un oraș în Țările de Jos, reședința provinciei Flevoland.